# Pristimantis pulchridormientes
Pristimantis pulchridormientes é uma espécie de anfíbio anuro da família Strabomantidae. Está presente no Peru. A UICN classificou-a como vulnerável.